# Cala (Huelva)
Cala is een gemeente in de Spaanse provincie Huelva in de regio Andalusië met een oppervlakte van 84 km². In 2007 telde Cala 1287 inwoners.